# Wiescheid
Wiescheid ist der im Nordosten gelegene Stadtteil der Stadt Langenfeld (Rheinland).

## Geografie

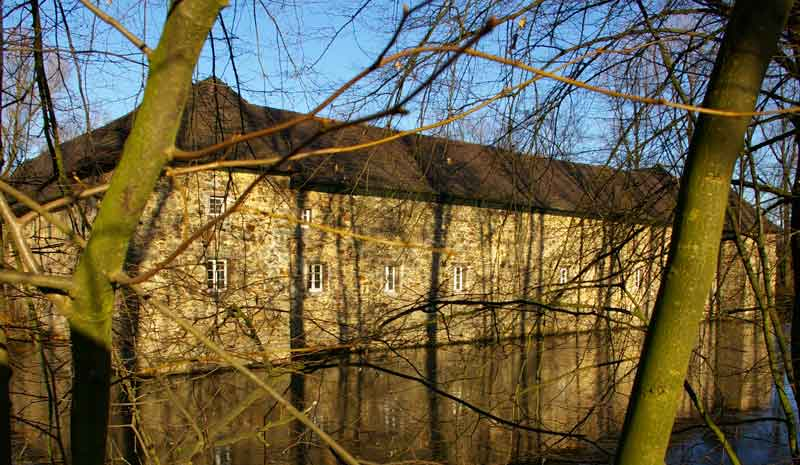
Haus Graven in Wiescheid

Langenfeld-Wiescheid und den westlich vorgelagerten Ortsteil Feldhausen begrenzen im Norden Hilden, im Osten Solingen-(Ohligs), im Südosten Leichlingen (Rheinland), im Süden und Südwesten Immigrath (Gladbach) sowie im Westen Richrath. Der Stadtteil wird vom Rest der Stadt im Wesentlichen durch die in Nord-Süd-Richtung verlaufende A 3 getrennt. Hauptverkehrsachse in west-östlicher Richtung ist die ehemalige Provinzialstraße Elberfeld–Hitdorf zwischen Hitdorfer Rheinhafen und dem Bergischen Land, die heutige B 229.
Wiescheid und Feldhausen verfügen über einige kleinere sowie drei bedeutendere Bäche. Wegen früher daran gelegener Mühlen wirtschaftlich einstmals wichtig waren die drei Bäche aus dem Bergischen Land. Zu nennen sind der von Solingen-Wald kommende Viehbach, im weiteren Verlauf Riethrather Bach genannt, der von Solingen-Höhscheid kommende Richrather Bach, im weiteren Verlauf Burbach genannt, sowie der Assenbach in Feldhausen, der in den Richrather Bach einmündet. Alle Bäche führen ihr Wasser über den Galkhauser Bach, im späteren Verlauf Langenfelder Bach genannt, dem Baumberger Altrheinarm zu.
Wiescheid liegt bereits oberhalb der Rheinterrasse in dem zum Bergischen Land ansteigenden Gelände, ist daher sanft hügelig und erreicht in den ehemaligen Leichlinger Sandbergen im Südosten seine höchste Erhebung. Höchster Punkt hier ist der Wenzelnberg mit 111,50 Meter über N. N., der auch die höchste Erhebung in Langenfeld ist.
Zum Stadtteil Wiescheid zählen neben dem größeren Feldhausen noch die kleineren Ortschaften Landwehr, Burbach, Ossenbruch, Krüdersheide, Wafert und Schwanenmühle.

## Geschichte

### Funde aus der Jungsteinzeit
Wie im gesamten Stadtgebiet kann die erste Besiedlung Wiescheids und Feldhausens ebenfalls nicht mehr nachvollzogen werden, da aus dem frühen Mittelalter keine schriftlichen Aufzeichnungen vorliegen. Soweit archäologische Funde Aufschluss geben können, reicht die Besiedlung dieses Landes aber möglicherweise sogar bis in die Jungsteinzeit (etwa 4500 bis 1800 vor Christus) zurück. Insgesamt sechs Steinbeile wurden nämlich in Feldhausen und Wiescheid gefunden. Das erste Feuersteinbeil maß 9,3 cm Länge und wurde an der Straßengabelung südwestlich Feldhausen gefunden. Ein weiteres Steinbeil wurde 1940 in der oberen Krüdersheide auf dem Feld zwischen Waldhof Berg und dem Parkplatz neben dem Forsthaus anlässlich Erntehilfsarbeiten im Krieg von einem Schüler entdeckt. Dieses Beil ist 725 g schwer und misst 16,6 cm Länge. Ein drittes Steinbeil war kurze Zeit zuvor nördlich der Wasserburg Haus Graven gefunden und nach Schloss Burg verbracht worden, ohne die Bedeutung des Fundes zu erkennen. 1955 fand Rektor Fritz Hinrichs ein 13,3 cm langes, dünnes Steinbeil aus grauem Quarzit, ebenfalls bei Feldhausen (Nähe Tennisanlage WTC). Zwei weitere Steinbeile schließlich stammen von der Heidackerstraße und dem Winkel.

### Die Landwehren
Landwehren finden sich im in konzentrierter Form in den Waldparzellen Im Mutscheid, südöstlich Feldhausen, Im Bremsekamp und Im Tiefenbruch. Die Landwehren, so die frühere Ansicht, seien nach römischem Vorbild gebaut gewesen und bestanden aus Wall und Graben. Sie seien dem germanischen Stamm der Sugambrer zuzuschreiben. Diese Landwehren zum Schutze gegen feindliche Überfälle seien meist dort errichtet worden, wo weder Gelände noch Wasser ausreichenden Schutz boten. Die Wälle seien zumeist mit dichten Hecken bepflanzt und zum Teil mit Palisaden versehen gewesen. Die Anlagen selbst sollen sogar in späterer Zeit noch eingesetzt worden sein. In kriegerischen Zeiten habe die Bevölkerung Schutz hinter diesen Wällen gesucht und auch das Vieh dorthin in Sicherheit gebracht.
Heute teilt man diese Auffassung zu den Grenzwällen weder hinsichtlich der früher vermuteten Funktion noch bezüglich ihrer zeitlichen Entstehung. Nach heute herrschender Auffassung sind die Landwehren mittelalterlichen Ursprungs. Sie gehen auf eine Einteilung des Landes in Grafschaften zurück, die sich auch am Wassereinzugsgebiet von Wupper und Rhein orientiert haben. Diesen alten Grafschaften oder auch Gauen folgten Dekanate mit ihren Grenzen nach. Daher muss man in diesen Grenzen eher sichtbare Grenzlinien sehen, als tatsächlich zum Schutz errichtete Grenzbefestigungen. In diesem Zusammenhang zu den erstaunlichsten Tatsachen gehört es im Übrigen, dass die alten Dekanatsgrenzen als „Altbier-Kölsch-Grenze“ oder „Helau-Alaaf-Äquator“ noch heute erkennbar sind.

### Schriftliche Aufzeichnungen
Die älteste Erwähnung von Feldhausen mit Namen „Velthusin“ datiert aus dem Jahre 1190. 1314 wird dann im Urkundenbuch der Abtei Altenberg ein Ritter Puls von Stammheim (Köln-Stammheim?) als Eigentümer des Hofes Feldhausen angegeben. Es folgen eine Nennung in einer Urkunde des Stiftes Gerresheim im Jahre 1331, eine weitere im Verzeichnis der Nutzungsberechtigten der Richrather Gemark im Jahre 1449 sowie die Erwähnung eines Ritters Velthuys im Jahre 1480.
Das nördlich Wiescheids am Segelflugplatz liegende Ossenbruch wurde 1243 erstmals urkundlich erwähnt. Ihm folgen 1309 Wiescheid („Wysceyde“), 1334 Graven („Graben“), 1367 Burbach („Burbach“) und 1488 Krüdersheide („Krudersbergh“).

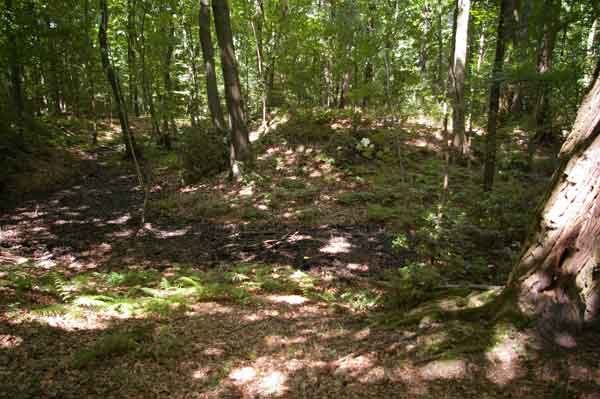
Motte Schwanenmühle in Wiescheid
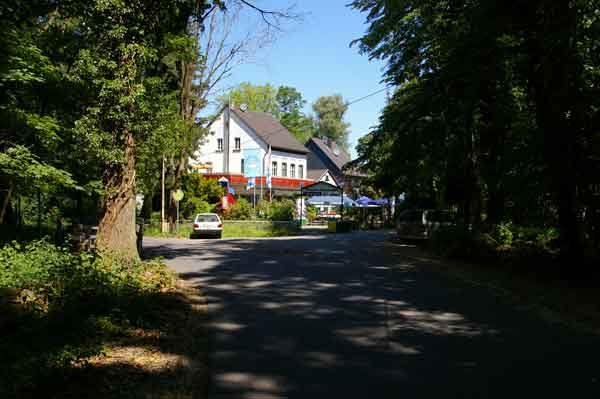
Schwanenmühle, einst Mühle, heute Schänke
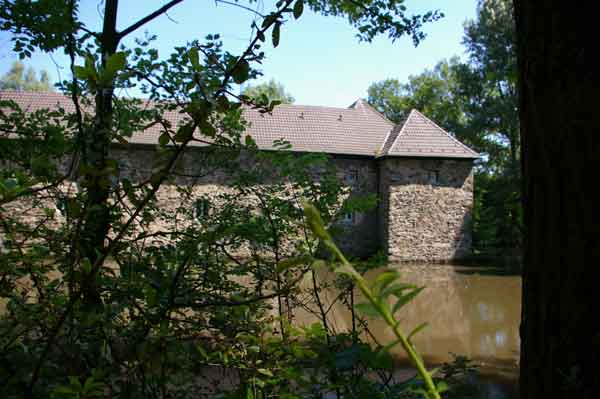
Wasserburg Haus Graven in Wiescheid
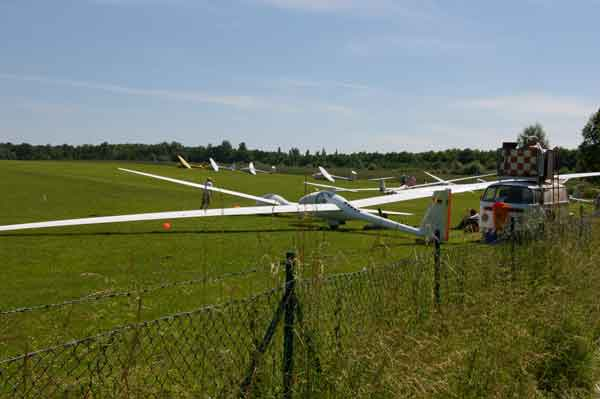
Flugplatz der Luftsportgruppe

### Motte Schwanenmühle und Haus Graven
Die Wasserburg Haus Graven wurde im 13. Jahrhundert erbaut. Sie war Sitz des Rittergeschlechtes von Graven. Nach wechselvoller Geschichte wurde sie aufgrund von Kriegseinwirkungen im Dreißigjährigen Krieg zwischen 1618 und 1648 zerstört. Ihr letzter Eigentümer war ein Rütger von Bottlenberg gen. Kessel, der auf Schloss Hackhausen residierte. 1656 wurde nach der Zerstörung nur die Vorburg wieder errichtet, die seither in ihrer Gestalt erhalten geblieben ist. 1769 gelangte sie dann durch Heirat in den Besitz der Familie Mirbach zu Harff. Vollständig renoviert wurde sie in Privatinitiative von Ende 1994 bis Anfang 1996.
Heute bemüht sich die Stadt Langenfeld um den Erwerb des Gebäudes, um in den Räumlichkeiten ein Museum einzurichten. Es soll mit Leihgaben umliegender Museen mit Wechselausstellungen betrieben werden. Die örtliche Presse berichtet hierzu unregelmäßig über den Fortgang der Bemühungen. Derzeit ist eine Mietzins-freie Anmietung der Burg im Gespräch, wenn die Stadt die Betriebskosten von fast 35.000 EUR jährlich für wenigstens zehn Jahre aufbrächte. Zu diesem Zweck gegründet wurde deshalb bereits am 18. Mai 2009 ein Förderverein zum Betrieb eines solchen Hauses.
In etwa 500 m Entfernung von Haus Graven befindet sich linker Hand vor dem heutigen Lokal Schwanenmühle eine einstige Turmhügelburg mit Namen Motte Schwanenmühle. Als Eigentümer solcher Burgen muss man sich den landsässigen Adel der Nachkarolingerzeit vorstellen, die für sich das Recht des Burgenbaus in Anspruch nahmen. Sinn und Zweck einer solchen Anlage waren Erwerb, Sicherung und Erweiterung des eigenen Besitzes. Dazu gehörte auch der Schutz gegen fremde Angriffe. Zugleich dürften die Adeligen jedoch in ihrer Wirtschaftsweise noch dem Bauerntum recht nahegestanden haben. Charakteristisch ist hinsichtlich solcher Turmhügelburgen, dass in ihrer unmittelbaren Nähe jüngere Wasserburgen und feste Höfe entstanden. Hinsichtlich der Motte Schwanenmühle muss ihre Nähe zu Haus Graven auffallen, sodass man davon ausgeht, dass es sich um die Vorläuferburg von Haus Graven handelt.

### Krüdersheider Mühle und Schwanenmühle
Die Wasserkraft der Bäche wurde früh genutzt. Aufgrund mangelnden Wasserdurchflusses gestattete es in Langenfeld jedoch nur der Viehbach, der in Richrath Riethrather Bach genannt wird, solche Wassermühlen zu betreiben. Zwei dieser Mühlen gab es in Wiescheid, die Krüdersheider Mühle und die Schwanenmühle, zwei weitere waren es in Richrath mit der Götscher Mühle und der Riethrather Mühle. Die früheste Erwähnung einer solchen Mühle findet sich in einer Urkunde vom 8. Juli 1341 und steht im Zusammenhang mit Haus Graven. Die in der Mühle erkennbare enge Verbindung zwischen Mühle und Haus Graven erlaubt den Schluss, dass es sich hier um die Schwanenmühle handelt. Auch die bereits erwähnte Liste der Nutzungsberechtigten in der Richrather Mark aus dem Jahre 1449 erwähnt im Abschnitt über die Richrather Honschaft einen „molenhoff“ (möglicherweise aber eine Windmühle) und unter „Haeckhausen“ (Hackhausen, heute Solingen) ein „Swanen gud“. Schließlich geht zudem aus einer Urkunde des Jahres 1548 hervor, dass die Schwanenmühle ausschließlich in Dienste des Hauses Graven stand. Alle vier Mühlen am Viehbach sind zudem in der Müffling-Karte von 1824/25 eingezeichnet. Bei der 1816 erwähnten Ölmühle handelt es sich im Übrigen mutmaßlich um die Krüdersheider Mühle. Diese produzierte 1200 Öl (Pflanzenöl) für (Öllampen) und erschien im Jahr darauf in der Gewerbestatistik mit zwei Pressen. Etwa um 1900 wurde diese Mühle zum Schleifen von Schneidwaren umgerüstet.

### St. Maria Rosenkranzkönigin

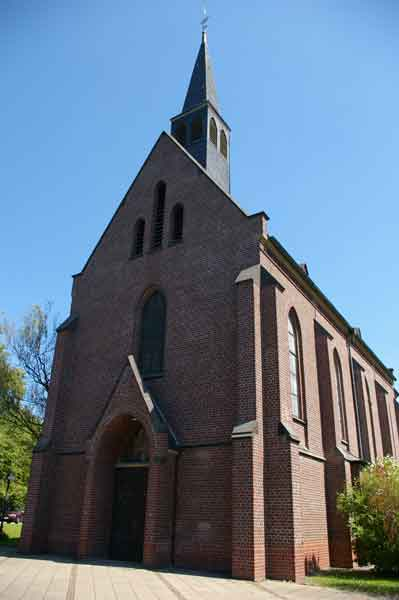
Maria Rosenkranzkönigin in Wiescheid
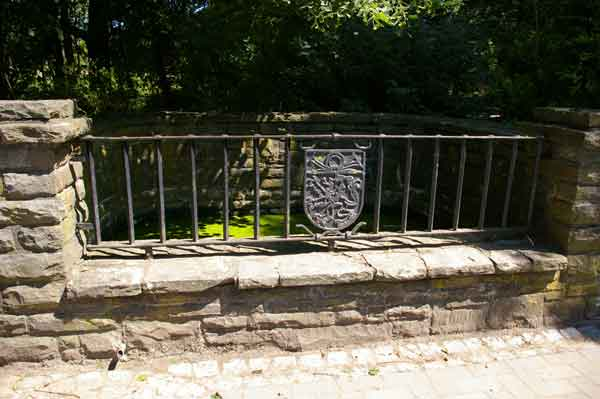
Der Brunnen „Pütt“ in Wiescheid
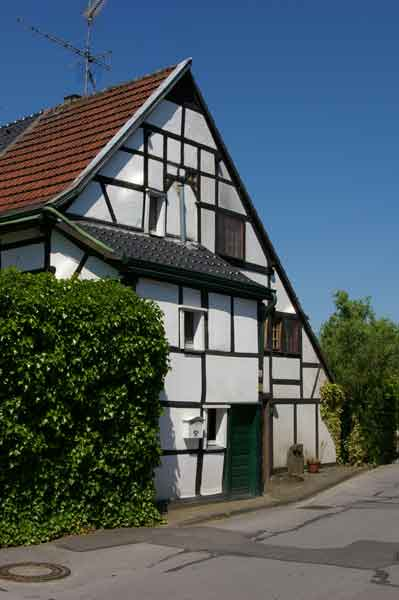
Altes Fachwerk in Feldhausen
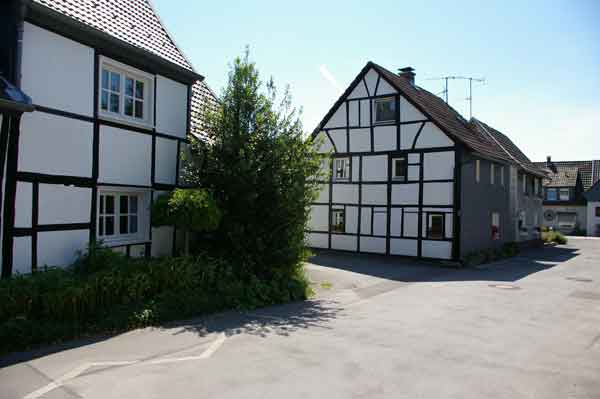
Impression aus Feldhausen

Aus der Pfarre Richrath heraus entstand unter den Bürgern des damaligen Ortes Landwehr, des heutigen Wiescheids, im Jahre 1897 eine katholische Gemeinde. Zu diesem Zweck versammelten sich alle katholischen Männer am 30. Mai 1897 auf Einladung des Pfarrers Boddenberg auf Haus Graven zwecks Gründung eines Bau- und Sammelvereins. Zum Bau des Gebäudes erhielt die Gemeinde das Grundstück vom Grafen von Mirbach zum Geschenk. Dieses Grundstück wurde geteilt, und auf der einen Hälfte konnte die Gemeinde eine Schule errichten. Zwei Jahre später (1899) wurde der Grundstein für die Kirche gelegt und auch die Schule eröffnet. Das Gotteshaus St. Maria Rosenkranzkönigin erhielt die Weihe am 26. Mai 1900. Zu dem in einer Urkunde des Jahres 1901 festgehaltenen Gemeindegebiet gehörten zunächst auch die Ortschaften Tränke, Höherheide, Nußbaum, Haalsiepen, Holzkamp, Horn, Rupelrath, Gosse, Linde, Hütte, Landwehrsberg, Aufderhöhe bis Gesundheitsstraße und Gillich. Dennoch wurde St. Maria Rosenkranzkönigin erst im Jahre 1931 in den Rang einer Rektoratspfarre erhoben. 1985 erhielt die von Julius Busch aus Neuss entworfene und von Heinrich Rotterdam gebaute Kirche ihren Turm.

### Mahnmal Wenzelnberg
Hauptartikel: Wenzelnberg#Mahnmal

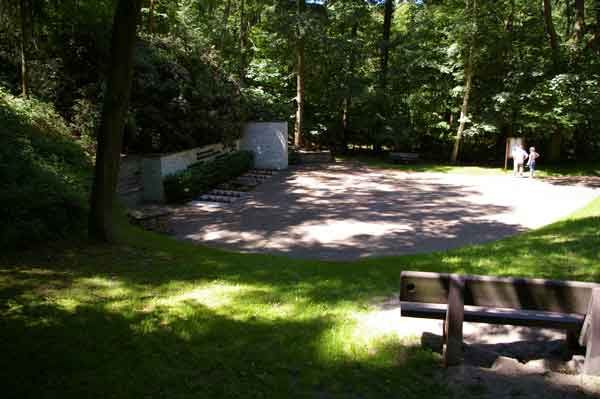
Hier wurden 71 Menschen brutal ermordet
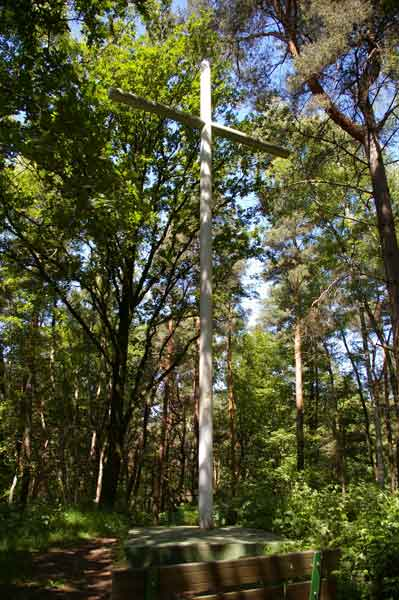
Markiert den höchsten Punkt und das Mahnmal
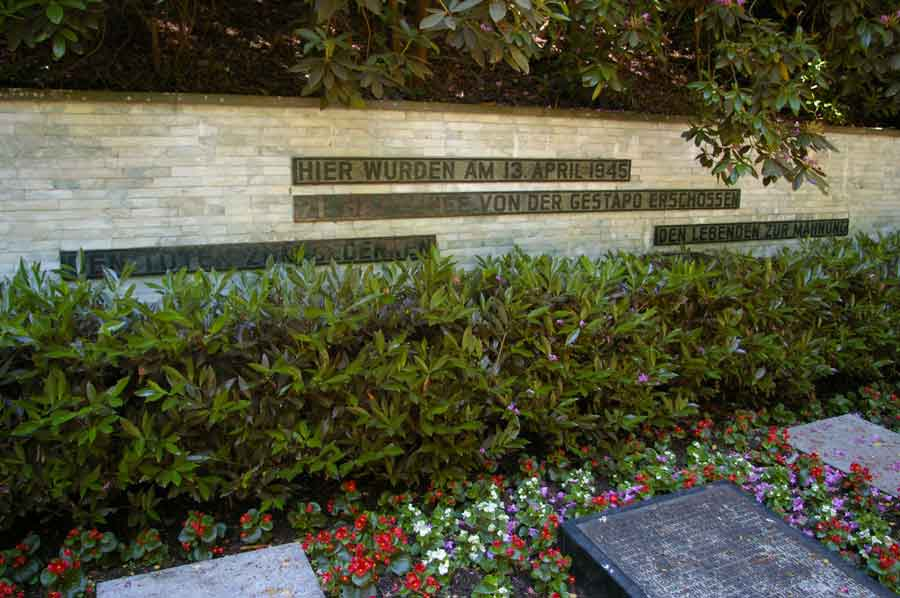
Mahnmal am Wenzelnberg für die 71 Opfer

In den letzten Kriegstagen des Jahres 1945, nur drei Tage vor dem Einmarsch der Amerikaner und damit dem Ende der Naziherrschaft in Langenfeld, wurden am 13. April 1945 in einer Schlucht des Wenzelnbergs 71 kriminelle und politische Häftlinge erschossen. Es handelte sich um 60 Gefangene aus der Strafanstalt Remscheid-Lüttringhausen, vier Untersuchungsgefangene aus der Anstalt Wuppertal-Bendahl und sieben in Ronsdorf einsitzende Zwangsarbeiter. Die Männer wurden ohne Gerichtsurteil von einem Gestapo-Sonderkommando erschossen und sofort dort verscharrt. Nachdem die Amerikaner von diesem Endphaseverbrechen Mitteilung erhielten, ordneten sie sofort die Exhumierung der Toten an. Daraufhin wurden diese am 30. April 1945 von ehemaligen aktiven Nationalsozialisten exhumiert und am 1. Mai 1945 vor dem Rathaus in Solingen-Ohligs offiziell beigesetzt. Nach einer nochmaligen Umbettung am 19. Januar 1965 fanden die Toten schließlich ihre letzte Ruhestätte am Ort ihrer Ermordung. Seitdem ist das Mahnmal auch der Grabstein auf ihrem Friedhof.
Oberhalb der Gedenkstätte befindet sich das Gipfelkreuz des Wenzelnbergs, auf dem sich auch der Hochbehälter der Stadtwerke Langenfeld befindet. Nicht weit entfernt vom Mahnmal ist das Denkmal für die Gefallenen des Ersten Weltkriegs sowie des Zweiten Weltkriegs aufgestellt, soweit es sich um Männer aus Wiescheid und Feldhausen handelte.

## Bevölkerung / Wirtschaft
Wiescheid war, wie es die westlich vorgelagerte Ortschaft Feldhausen mit dem Namensbestandteil -feld zum Ausdruck bringt, in den vergangenen Jahrhunderten durch Landwirtschaft geprägt. Des Weiteren gab es kleinere Handwerksbetriebe, wie es der Kotten des Schalenschneiders Wilhelm Jacobs veranschaulicht, der heute im Volksgarten in Langenfeld-Mitte ausgestellt ist. Heutzutage ist Wiescheid ein beliebtes Wohnquartier mit einer überwiegenden Einfamilienhaus-Bebauung. Beliebt ist Wiescheid zudem bei Spaziergängern und Fahrradfahrern wegen ausgedehnter Frei- und Waldflächen.

## Schule
Vorläuferin der ersten, evangelischen Schule in Wiescheid war die benachbarte Schule der reformierten Gemeinde in Solingen-Rupelrath, wo an der dortigen Reinoldi Kapelle bereits 1675 ein Schulhaus mit Lehrerwohnung eingerichtet war. Nach dem erklärten Willen der Wiescheider Bevölkerung richtete man schließlich am 1. Januar 1773 in Wiescheid eine eigene Schule ein und begann zudem 1774 mit dem Bau eines eigenen Schulhauses. Am 27. Januar 1777 wurde dort erstmals Unterricht abgehalten. Die heutige Gemeinschaftsgrundschule Parkstraße hat in ebendieser evangelischen Schule wie auch einer katholischen Volksschule von 1899 ihre Wurzeln.

## Vereine
- Gravenberger SV 06, ehemals TBV Landwehr 06
- Schützenverein Landwehr 1913 e. V.
- Wiescheider Tennisclub (WTC)
- Männerchor „Frohsinn“ Langenfeld-Wiescheid 1898 e. V. (Aufgelöst zum Ende des Jahres 2020)
- Freiwillige Feuerwehr Wiescheid
- Gartenbauverein Langenfeld-Wiescheid e. V. (u. a. Träger des Wiescheider Treffs in der ehemaligen Bürgerhalle)

## Persönlichkeiten
- Fritz Clees, Heimatforscher, Autor 800 Jahre Feldhausen, Kriegseinwirkungen in Wiescheid, beide erschienen im Verlag Stadtarchiv